# Качушинцы
Качушинцы — деревня в Слободском районе Кировской области в составе Закаринского сельского поселения.

## География
Находится на расстоянии примерно 23 км по прямой на восток-юго-восток от районного центра города Слободской.

## История
Известна с 1802 года как деревня Балакинская с населением 24 души мужского пола. В 1873 году в ней (Балакинская или Кочушинцы) было учтено дворов 9 и жителей 86, в 1905 19 и 68, в 1926 17 и 79, в 1950 12 и 34 соответственно. В 1989 году было учтено 12 постоянных жителей. 

## Население
Постоянное население  составляло 3 человека (русские 100%) в 2002 году, 3 в 2010.